# Neolophonotus crinitus
Neolophonotus crinitus là một loài ruồi trong họ Asilidae. Neolophonotus crinitus được Londt miêu tả năm 1986. Loài này phân bố ở vùng nhiệt đới châu Phi.